# Ə̈
Cette page contient des caractères spéciaux ou non latins. S’ils s’affichent mal (▯, ?, etc.), consultez la page d’aide Unicode.
Ə̈ (minuscule : ə̈), appelé schwa tréma, est un graphème qui est utilisé dans l’écriture du ngbugu, du samo du Sud, et qui est parfois utilisé dans la translittération de la lettre cyrillique schwa tréma ‹ Ӛ, ӛ ›. Elle a aussi été utilisée dans l’écriture du mari dans un projet d’alphabet de 1930. Il s’agit de la lettre schwa diacritée d’un tréma.

## Représentations informatiques
Le schwa tréma peut être représenté avec les caractères Unicode suivants :
- décomposé (latin étendu B, Alphabet phonétique international, diacritiques) :

| formes    | représentations | chaînes de caractères | points de code | descriptions                                    |
| --------- | --------------- | --------------------- | -------------- | ----------------------------------------------- |
| capitale  | Ə̈               | Ə◌̈                    | U+018F U+0308  | lettre majuscule latine schwa diacritique tréma |
| minuscule | ə̈               | ə◌̈                    | U+0259 U+0308  | lettre minuscule latine schwa diacritique tréma |